# Вільям Кемерон Мензіс
Вільям Кемерон Мензіс (англ. William Cameron Menzies; 29 липня 1896 — 5 березня 1957) — американський художник-постановник і артдиректор, який також працював режисером, продюсером і сценаристом під час кар'єри, яка охоплює п'ять десятиліть.

## Біографія

### Ранні роки
Мензіс народився в Нью-Гейвені, штат Коннектикут, в сім'ї Чарльза і Гелен Мензіс, шотландських іммігрантів з Аберфелді, Шотландія. Навчався в Єльському університеті і в університеті Едінбурга, і після служби в армії США під час Другої світової війни він приєднався до ліги студентів-художників Нью-Йорка.

### Кар'єра
Мензіс приєднався до кінокомпанії Famous Players-Lasky, яка пізніше перетворилася в Paramount Pictures. Він швидко зарекомендував себе в Голлівуді за роботу над такими фільмами як Багдадський злодій (1924), Кажан (1926), Голуб (1927), Седі Томпсон (1928) і Буря (1928). У 1929 році Мензіс сформував партнерство з продюсером Джозефом Шенком, щоб створити серію звукових короткометражних фільмів.
Робота Мензіса над фільмом Пригоди Тома Сойєра (1938) спонукала Девіда Селзніка найняти його для фільму Віднесених вітром (1939). Віра Селзніка в Мензіса була настільки великою, що він направив меморандум для всіх хто був залучений у виробництві, нагадуючи їм, що «Мензіс має останнє слово» стосовно всіх художніх та сценографічних питань.

### Смерть
Незабаром після завершення роботи над фільмом Навколо світу за 80 днів (1956), Мензіс помер від раку. Він був похований на кладовищі Форест-Лаун в місті Глендейл, штат Каліфорнія.

## Вибрана фільмографія
- Залізна маска / The Iron Mask (1929)
- Алібі / Alibi (1929)
- Засуджений / Condemned (1929)
- Кокетка / Coquette (1929)
- Аліса в Країні Чудес / Alice in Wonderland (1933)
- Прийдешнє / Things to Come (1936)
- Підкорення повітря / Conquest of the Air (1936)
- Зелений какаду / The Green Cockatoo (1937)
- Створені один для одного / Made for Each Other (1939)
- Багдадський злодій / The Thief of Bagdad (1940)
- Наше містечко / Our Town (1940)
- Диявол і міс Джонс / The Devil and Miss Jones (1941)
- Гордість янкі / The Pride of the Yankees (1942)
- Кінг Роу / Kings Row (1942)
- По кому подзвін / For Whom the Bell Tolls (1943)
- Невідома адреса / Address Unknown (1944)
- Дуель під сонцем / Duel in the Sun (1946)
- Тріумфальна арка / Arch of Triumph (1948)
- Барабани на глибокому півдні / Drums in the Deep South (1951)
- Прибульці з Марса / Invaders from Mars (1953)
- Лабіринт / The Maze (1953)